# 幼稚的女友
《幼稚的女友》是Visual Art's旗下品牌ZERO於2003年10月24日所推出的成人遊戲，在2010年4月30日推出廉價重製版。另外在2011年6月16日由PETIT CHERRY發售DVD-PG版和2013年3月14日發售Android版。

## 故事
秋吉拓巳和緒方寛之玩懲罰遊戲輸了，被迫與常被同學欺負的七瀬穂乃香告白並交往。但拓巳因為再過兩星期就要和父親移居到國外所以只是把交往當作是消磨時間而已。穂乃香為了繼續維持交往，因此提出聽從拓巳命令的提議。

## 角色介紹
秋吉拓巳
本作的男主角。
父母目前已分居10年，現在是由父親監護，獨居在公寓裡。因為雙親關係導致拓巳對任何事物都心灰意冷。
七瀬穂乃香（配音：田中美智）
身高：153cm，體重：43kg，三圍：82/56/86
本作的女主角，拓巳的同學。
在班上常常受到同學們的欺負。
緒方寛之
拓巳的同學和惡友。
岩田洋介
拓巳的同學和惡友。
櫻木恵
拓巳的同學。
常常帶頭欺負穂乃香。
飯島亞紀子
拓巳的同學，恵的同伴。
川上恵美子
穂乃香的叔母。

拓巳老家的女僕。

## 工作人員
- 原畫：むりりん[5]
- 音樂：おおしまとしひこ

## 主題曲
片頭曲『向日葵』
作詞：ましろゆき　作曲/編曲：おおしまとしひこ　歌：ましろゆき
片尾曲 『ひだりてみぎて』
作詞：ましろゆき　作曲/編曲：おおしまとしひこ　歌：ましろゆき

## 評價
Peaks公司曾發行的《PC NEWS》所公佈的日本全國美少女遊戲銷售量排行榜中《幼稚的女友》在2003年10月的銷售排行榜第15名。在Getchu.com的2003年你選美少女遊戲排名中獲得最佳角色部門七瀬穂乃香第11名、H場景部門第14名。

## 外部連結
- .   [2014-11-23]. （原始内容存档于2011-05-14）.（日語）
- AICHERRY官方網站（日語）
- アニゲマ官方網站 （页面存档备份，存于）（日語）
- 《幼稚的女友》在視覺小說數據庫的頁面 （英文）